# Leandro Souza
Leandro Rosa de Souza, noto come Leandro Souza (Rio de Janeiro, 24 febbraio 1986), è un ex calciatore brasiliano di ruolo difensore.

## Caratteristiche tecniche
È un difensore che giocava come difensore centrale.

## Palmarès

### Competizioni statali
- Campionato Pernambucano: 3

Santa Cruz: 2011, 2012, 2013
- Campionato Alagoano: 2

CSA: 2018, 2019

### Competizioni nazionali
- Campeonato Brasileiro Série C: 2

Santa Cruz: 2013
CSA: 2017